# Кожевников, Сергей Владиславович
Сергей Владиславович Кожевников (род. 7 апреля 1983, Усть-Каменогорск) — российский хоккеист, нападающий.

## Биография
Начинал заниматься хоккеем в Усть-Каменогорске, воспитанник омского «Авангарда» (тренеры Станислав Рубан, Сергей Герсонский).
Выступал за команды «Авангард-ВДВ» Омск (1999/2000 — 2001/02, 2002/03), «Мостовик» / «Зауралье» Курган (2001/02, 2003/04 — 2004/05), «Металлург» Новокузнецк (2002/03), «Авангард» (2002/03 — три матча), «Энергия» Кемерово (2003/04), «Казахмыс» Караганда (Казахстан, 2005/06), «Липецк» и ЦСК ВВС Самара (2005/06), «Крылья Советов», «Автомобилист» Екатеринбург и «Кедр» Новоуральск (все — 2006/07), «Газовик» Тюмень (2007/08), «Ермак» Ангарск (2008/09), «Кристалл» Бердск и «Арлан» Кокшетау, Казахстан (оба — 2009/10).
Работал тренером в СДЮСАШОР А. В. Кожевникова (Омск) с командой 1997 года рождения.